# Mistrzostwa Europy w Lekkoatletyce 1974 – sztafeta 4 × 100 m mężczyzn
Sztafeta 4 × 100 metrów mężczyzn była jedną z konkurencji rozgrywanych podczas XI Mistrzostw Europy w Rzymie. Biegi eliminacyjne zostały rozegrane 7 września, a bieg finałowy 8 września 1974 roku. Zwycięzcą tej konkurencji została sztafeta Francji w składzie: Lucien Sainte-Rose, Joseph Arame, Bruno Cherrier i Dominique Chauvelot. W rywalizacji wzięło udział pięćdziesięciu dwóch zawodników z trzynastu reprezentacji.

## Rekordy
| Rekord świata     | Stany Zjednoczone · (Charles Greene, Melvin Pender, Ronnie Ray Smith, Jim Hines)      | 38,2  | Meksyk, Meksyk | 20.10.1968 |
| Rekord Europy     | Francja · (Gérard Fenouil, Jocelyn Delecour, Claude Piquemal, Roger Bambuck)          | 38,4  | Meksyk, Meksyk | 20.10.1968 |
| Rekord mistrzostw | Francja · (Alain Sarteur, Patrick Bourbeillon, Gérard Fenouil, François Saint-Gilles) | 38,89 | Ateny, Grecja  | 20.09.1969 |

## Wyniki

### Eliminacje
Rozegrano dwa biegi eliminacyjne. Do finału awansowały po cztery najlepsze zespoły (Q).
Bieg 1
| Miejsce | Reprezentacja | Zawodnicy                                                              | Czas  | Uwagi |
| ------- | ------------- | ---------------------------------------------------------------------- | ----- | ----- |
| 1       | Włochy        | Vincenzo Guerini, Norberto Oliosi, Luigi Benedetti, Pietro Mennea      | 39,27 | Q     |
| 2       | NRD           | Manfred Kokot, Michael Droese, Hans-Jürgen Bombach, Siegfried Schenke  | 39,33 | Q     |
| 3       | Polska        | Andrzej Świerczyński, Marek Bedyński, Grzegorz Mądry, Zenon Nowosz     | 39,78 | Q     |
| 4       | Hiszpania     | Luis Sarría, Juan Sarrasqueta, Miguel Arnau, José Luis Sánchez Paraíso | 40,01 | Q     |
| 5       | Szwecja       | Rolf Trulsson, Per-Olof Sjöberg, Dimitrie Grama, Christer Garpenborg   | 40,11 |       |
| 6       | Finlandia     | Ossi Karttunen, Raimo Vilén, Lasse Malin, Markku Juhola                | 40,20 |       |
| 7       | Węgry         | Lajos Gresa, Endre Lépold, László Korona, Tibor Farkas                 | 40,36 |       |

Bieg 2
| Miejsce | Reprezentacja   | Zawodnicy                                                             | Czas  | Uwagi |
| ------- | --------------- | --------------------------------------------------------------------- | ----- | ----- |
| 1       | Francja         | Lucien Sainte-Rose, Joseph Arame, Bruno Cherrier, Dominique Chauvelot | 39,24 | Q     |
| 2       | ZSRR            | Aleksandr Kornieluk, Aleksandr Aksinin, Juris Silovs, Wałerij Borzow  | 39,55 | Q     |
| 3       | Bułgaria        | Lubomir Iwanow, Petyr Petrow, Georgi Ganczew, Mirolub Petkow          | 39,95 | Q     |
| 4       | Czechosłowacja  | Jiří Kynos, Jaroslav Matoušek, Juraj Demeč, Luděk Bohman              | 40,00 | Q     |
| 5       | Wielka Brytania | David Roberts, Alan Lerwill, Chris Monk, Don Halliday                 | 40,33 |       |
| –       | RFN             | Klaus Ehl, Klaus-Dieter Bieler, Manfred Ommer, Franz-Peter Hofmeister | DQ    |       |

### Finał
| Miejsce | Reprezentacja  | Zawodnicy                                                              | Czas  | Uwagi |
| ------- | -------------- | ---------------------------------------------------------------------- | ----- | ----- |
| 1       | Francja        | Lucien Sainte-Rose, Joseph Arame, Bruno Cherrier, Dominique Chauvelot  | 38,69 | CR    |
| 2       | Włochy         | Vincenzo Guerini, Norberto Oliosi, Luigi Benedetti, Pietro Mennea      | 38,88 |       |
| 3       | NRD            | Manfred Kokot, Michael Droese, Hans-Jürgen Bombach, Siegfried Schenke  | 38,99 |       |
| 4       | ZSRR           | Aleksandr Kornieluk, Aleksandr Aksinin, Juris Silovs, Wałerij Borzow   | 39,03 |       |
| 5       | Polska         | Andrzej Świerczyński, Marek Bedyński, Grzegorz Mądry, Zenon Nowosz     | 39,35 |       |
| 6       | Hiszpania      | Luis Sarría, Juan Sarrasqueta, Miguel Arnau, José Luis Sánchez Paraíso | 39,87 |       |
| 7       | Bułgaria       | Lubomir Iwanow, Petyr Petrow, Georgi Ganczew, Mirolub Petkow           | 39,91 |       |
| 8       | Czechosłowacja | Jiří Kynos, Jaroslav Matoušek, Juraj Demeč, Luděk Bohman               | 39,92 |       |